# Euonymus pallidifolius
Euonymus pallidifolius là một loài thực vật có hoa trong họ Dây gối. Loài này được Hayata mô tả khoa học đầu tiên năm 1913.